# Österreichischer Kranzenzian
Der Österreichische Kranzenzian (Gentianella austriaca), auch Österreich-Kranzenzian genannt, ist eine Pflanzenart aus der Gattung der Kranzenziane (Gentianella) in der Familie der Enziangewächse (Gentianaceae).

## Beschreibung

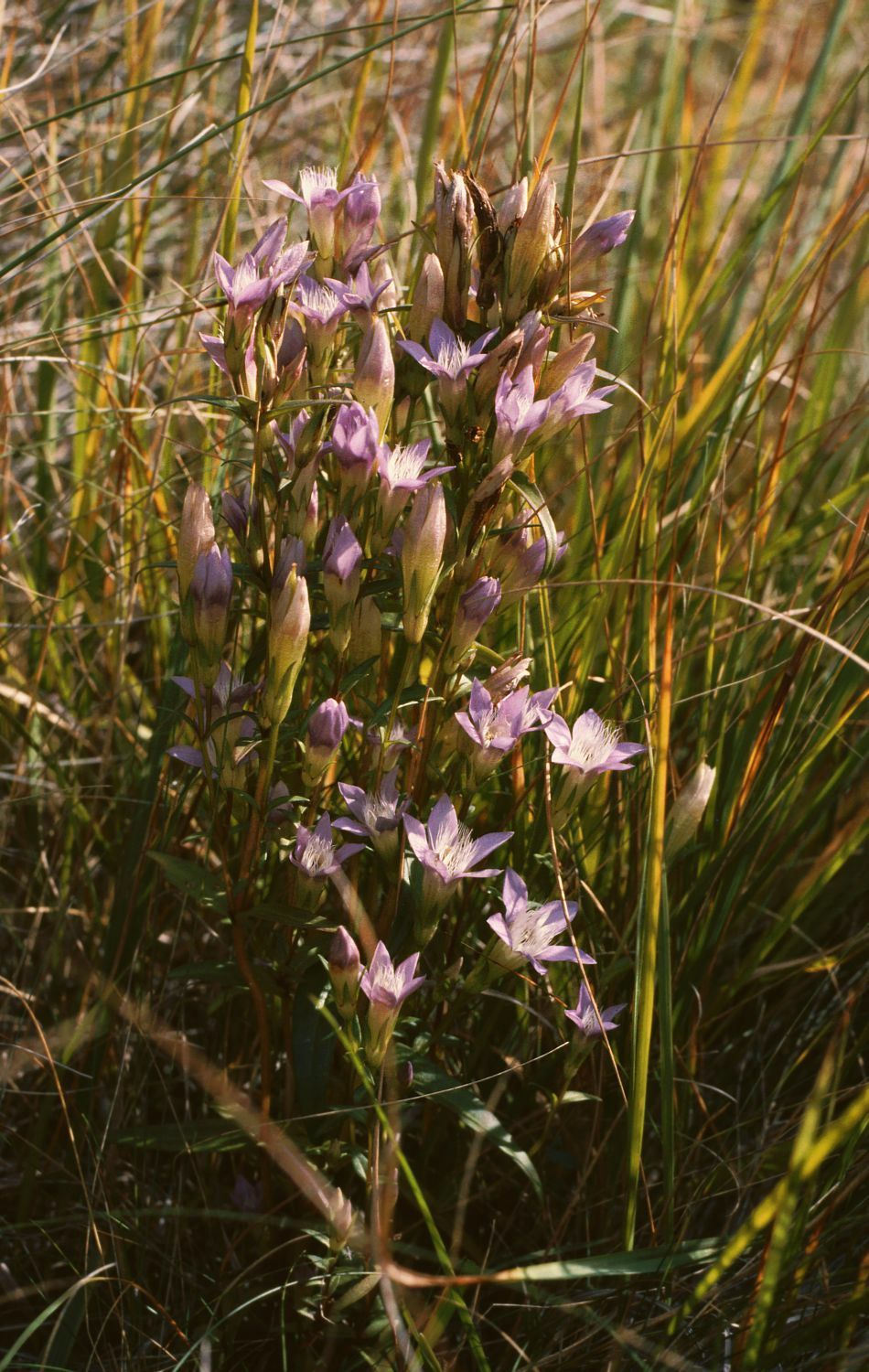
Habitus im Burgenland

### Vegetative Merkmale
Der Österreichische Kranzenzian ist eine zweijährige krautige Pflanze, die Wuchshöhen von  meist 10 bis 20 (1 bis 40) Zentimetern erreicht. Meist ist sie von der Basis aus verzweigt.
Die gegenständig am Stängel angeordneten Laubblätter sind kahl, eiförmig-lanzettlich bis lanzettlich mit zugespitztem oberen Ende und an der Basis verengt.

### Generative Merkmale
Blütezeit ist Juni bis Oktober. Die Blüten stehen in einem doldentraubigen Blütenstand zusammen. Die zwittrigen Blüten sind radiärsymmetrisch und fünfzählig mit doppelter Blütenhülle. Die fünf Kelchblätter sind etwa bis weniger als die Hälfte ihre Länge verwachsen. Die fünf kahlen Kelchzipfel sind linealisch und ihr Rand ist glatt oder zurückgebogen, die Buchten zwischen den Kelchzipfeln sind stumpf. Die purpurfarbene oder weißliche Krone ist 24 bis 45 Millimeter lang. Die Kapselfrucht ist 2 bis 4 Millimeter lang gestielt.

## Vorkommen
Gentianella austriaca ist in Mitteleuropa und Osteuropa in Österreich, Polen, Ungarn,  in der Slowakei, in Slowenien, Serbien, Italien, Bulgarien, Rumänien und Griechenland verbreitet. Nach Floraweb fehlt die Art in Deutschland. Sie steigt in der Steiermark bis 2000 Meter Meereshöhe auf.

## Taxonomie
Die Erstbeschreibung von Gentiana austriaca A.Kern. & Jos.Kern. erfolgte 1882 Anton Kerner von Marilaun und Josef Kerner in Schedae ad Floram Exsiccatam Austro-Hungaricum, Band 2, Seite 123. Die Neukombination zu Gentianella austriaca (A.Kern. & Jos.Kern.) Holub wurde 1965 durch Josef Ludwig Holub in Preslia, Band 37, Seite 102 veröffentlicht. Weitere Synonyme für Gentianella austriaca (A.Kern. & Jos.Kern.) Holub sind: Gentiana neilreichii Dörfl. & Wettst., Gentiana austriaca A.Kern. & Jos.Kern. subsp. austriaca, Gentiana austriaca subsp. neilreichii (Dörfl. & Wettst.) Wettst., Gentiana germanica subsp. austriaca (A.Kern. & Jos.Kern.) Hayek, Gentiana polymorpha subsp. austriaca (A.Kern. & Jos.Kern.) Wettst., Gentianella austriaca (A.Kern. & Jos.Kern.) Holub subsp. austriaca, Gentianella austriaca subsp. neilreichii (Dörfl. & Wettst.) Holub, Gentiana austriaca A.Kern. & Jos.Kern. var. austriaca, Gentiana austriaca var. neilreichii (Dörfl. & Wettst.) Hayek, Gentiana germanica var. neilreichii (Dörfl. & Wettst.) Hayek.